# Thomas Deuster (Autor)
Thomas Deuster (* 21. September 1971 in Darmstadt) ist ein deutscher Bauingenieur, Kartograf; Heimatforscher und Sachbuchautor.

## Leben und Wirken
Thomas Deuster kam schon als Kind durch seinen Großvater und dessen Anglerverein mit Gewässern und Seen in Berührung. So lernte er früh die Flora und Fauna dieser Lebensräume kennen und schätzen. Später studierte er Bauingenieurwesen und eignete sich Kenntnisse in Wasserbau sowie in Biologie und Chemie an mit einem Abschluss an der FH Darmstadt, der späteren h da. Er beschreibt als Kartograf und Sachbuchautor die Landschaft und ihre Bauwerke im Raum Darmstadt.

## Veröffentlichungen (Auswahl)
- Gewässer in und um Darmstadt. 2. Auflage. Toeche-Mittler Verlag, 2008, ISBN 978-3-87820-130-4.
- Der Bismarckturm und Waldpark Marienhöhe. 2. Auflage. Toeche-Mittler Verlag, 2009, ISBN 978-3-87820-121-2.
- Die Ludwigshöhe – Der Bessunger Hausberg. 1. Auflage. Toeche-Mittler Verlag, 2016, ISBN 978-3-87820-160-1.